# Anna-Maria Wagner
Anna-Maria Wagner (* 17. Mai 1996 in Weingarten (Landkreis Ravensburg)) ist eine deutsche Judoka, die in der Gewichtsklasse bis 78 Kilogramm antritt, dem Halbschwergewicht. Zu ihren größten Erfolgen gehören die Weltmeisterschaftstitel 2021 und 2024 sowie die zwei dritten Plätze bei den Olympischen Sommerspielen 2020 im Einzelwettbewerb und im Mixed-Mannschaftswettbewerb. Sie trägt den 5. Dan.

## Sportliche Karriere
Wagner war 2013 Fünfte der Junioren-Europameisterschaften und 2014 Fünfte der U21-Weltmeisterschaften. 2015 gewann sie in Abu Dhabi Bronze bei den U21-Weltmeisterschaften, im Jahr darauf siegte sie bei den Junioren-Europameisterschaften in Malaga. 2017 gewann Wagner in Podgorica die U23-Europameisterschaften. 2018 unterlag sie im Viertelfinale der Europameisterschaften in Tel Aviv der Britin Natalie Powell. Nach Siegen über die Portugiesin Patrícia Sampaio und Karen Stevenson aus den Niederlanden erhielt Wagner eine Bronzemedaille. Bei den Weltmeisterschaften 2018 in Baku schied sie in ihrem zweiten Kampf aus. Nach dem siebten Platz im Tel-Aviv-Grand Slam von 2020 gewann sie dort am 20. Februar 2021 in ihrer Gewichtsklasse die Goldmedaille. Im Mai 2021 siegte sie beim Grand Slam in Kasan. Bei den Weltmeisterschaften 2021 in Budapest bezwang sie im Halbfinale die Japanerin Mami Umeki und im Finale die Titelverteidigerin Madeleine Malonga aus Frankreich.
2017 und 2018 gewann sie den Titel bei den Deutschen Meisterschaften, 2019 unterlag sie im Finale Luise Malzahn.
Wagner wurde für die Olympischen Sommerspiele 2020 in Tokio nominiert. Am 29. Juli 2021 traf die Weltranglisten-Dritte im Nippon Budōkan in ihrem ersten Kampf auf Patrícia Sampaio aus Portugal. Bereits nach 17 Sekunden ging sie durch Sumi-otoshi in Führung (Waza-ari), und mit Ko-soto-gake beendete sie den Kampf nach 2:15 Minuten vorzeitig (Ippon). Im Viertelfinale hieß ihre Gegnerin Mayra Aguiar aus Brasilien. Hier siegte Wagner durch Sumi-otoshi im Golden Score (Waza-ari). Im Halbfinale verlor sie gegen die Japanerin Shori Hamada. Im anschließenden Kampf um den dritten Platz gegen die Kubanerin Kaliema Antomarchi gewann sie Bronze mit Waza-ari. Im Mixed-Mannschaftswettbewerb gewann die deutsche Mannschaft eine Bronzemedaille, Wagner wurde im Kampf um Bronze eingesetzt. Nach fünf Grand-Slam-Siegen in den Jahren 2022 bis 2024 gewann Wagner bei den Europameisterschaften 2024 in Zagreb wieder eine internationale Medaille. Sie unterlag erst im Finale der Französin Audrey Tcheuméo. Einen Monat später erreichte Wagner das Finale bei den Weltmeisterschaften in Abu Dhabi. Durch einen Sieg über die Italienerin Alice Bellandi gewann sie nach 2021 ihren zweiten Weltmeistertitel. Bei den olympischen Judowettkämpfen in Paris erreichte Wagner durch einen Sieg über die Japanerin Rika Takayama das Halbfinale und unterlag dort der Israelin Inbar Lanir. Im Kampf um Bronze verlor Wagner gegen die Chinesin Ma Zhenzhao.
2023 führte Wagner im Olympiastützpunkt Rheinland ein Vorbereitungstraining für deutsche Judokas durch, die sich für die Special Olympic World Summer Games in Berlin qualifiziert hatten. Sie erklärte nach dem Training: „Es macht mir großen Spaß, als Trainerin zu arbeiten.“
Bei der Eröffnungsfeier der Olympischen Sommerspiele 2024 in Paris trug Anna-Maria Wagner gemeinsam mit dem Basketballer Dennis Schröder die deutsche Fahne.
Im April 2025 gab sie über Instagram bekannt, ihre sportliche Karriere nach dem Bundesliga-Finale in Wiesbaden am 25. Oktober beenden zu wollen.

## Privatleben
Wagner wohnt in Köln. Sie kämpft für den KJC Ravensburg.
Anna-Maria Wagner betrieb in der Kindheit mehrere Sportarten, neben Judo auch Tennis, Ballett und Hiphop. Ihr erster Verein war der KJC Ravensburg, wo sie die Judo-Grundausbildung durch ihre Trainerin Christa Hoffmann erhielt. Sie kam in die Judo-Nationalmannschaft U17 und besuchte nach dem Realschulabschluss 2012 ein Sportinternat in Stuttgart, wo sie das Wirtschaftsabitur ablegte. Anschließend ging sie als Sportsoldatin zur Bundeswehr, studiert aber außerdem seit 2016 Hotel- und Tourismusmanagement an der SRH Fernhochschule Riedlingen.